# FKA twigs
Tahliah Debrett Barnett (n. 16 ianuarie 1988, Cheltenham, Anglia, Regatul Unit), cunoscută sub numele de scenă FKA twigs, este o cântăreață, compozitoare, producătoare și dansatoare britanică. Născută și crescută în Gloucestershire, ea a devenit dansatoare de rezervă după ce s-a mutat la Londra, atunci când avea 17 ani. Barnett a intrat prima dată în industria muzicală cu lansarea EP-urilor EP1 (2012) și EP2 (2013). Albumul de studio de debut LP1 (2014) a fost lansat cu o apreciere universală din partea criticilor, ajungând pe locul 16 în UK Albums Chart și numărul 30 în Billboard 200. Al treilea extended play, M3LL155X, a fost lansat pe data de 13 august 2015.

## Discografie
Albume de studio
- LP1 (2014)
- Magdalene (2019)
- Caprisongs (2022)

EP-uri
- EP1 (2012)
- EP2 (2013)
- M3LL155X (2015)

## Videoclipuri
| Title            | Anul | Regizor(i)                 | Ref.   |
| ---------------- | ---- | -------------------------- | ------ |
| "Hide"           | 2012 | Grace Ladoja and FKA twigs | [ 3 ]  |
| "Ache"           | 2012 | Grace Ladoja and FKA twigs | [ 4 ]  |
| "Breathe"        | 2012 | Grace Ladoja and FKA twigs | [ 5 ]  |
| "Weak Spot"      | 2012 | Grace Ladoja and FKA twigs | [ 5 ]  |
| "How's That"     | 2013 | Jesse Kanda                | [ 6 ]  |
| "Water Me"       | 2013 | Jesse Kanda                | [ 7 ]  |
| "Papi Pacify"    | 2013 | Tom Beard and FKA twigs    | [ 8 ]  |
| "FKA x inc."     | 2014 | Nick Walker and FKA twigs  | [ 9 ]  |
| "tw-Ache"        | 2014 | Tom Beard and FKA twigs    | [ 10 ] |
| "Two Weeks"      | 2014 | Nabil                      | [ 11 ] |
| "Video Girl"     | 2014 | Kahlil Joseph              | [ 12 ] |
| "Pendulum"       | 2015 | FKA twigs                  | [ 13 ] |
| "Glass & Patron" | 2015 | FKA twigs                  | [ 14 ] |
| "M3LL155X"       | 2015 | FKA twigs                  | [ 15 ] |

## Premii și nominalizări
| An   | Premii                 | Categorie                                    | Recipient   | Rezultat     | Ref.   |
| ---- | ---------------------- | -------------------------------------------- | ----------- | ------------ | ------ |
| 2014 | Mercury Prize          | Best British Album of 2014                   | LP1         | Nominalizare | [ 16 ] |
| 2014 | BBC Sound of 2014      | Sound of 2014                                | Herself     | Eight        | [ 17 ] |
| 2015 | Grammy Awards          | Best Recording Package                       | LP1         | Nominalizare | [ 18 ] |
| 2015 | IMPALA Awards          | European Independent Album of the Year       | LP1         | Nominalizare | [ 19 ] |
| 2015 | Brit Award             | British Female Solo Artist                   | Herself     | Nominalizare | [ 20 ] |
| 2015 | Brit Award             | British Breakthrough Act                     | Herself     | Nominalizare | [ 20 ] |
| 2015 | NME Award              | Best New Artist                              | Herself     | Nominalizare | [ 21 ] |
| 2015 | NME Award              | Best Video Clip                              | "Two Weeks" | Nominalizare | [ 21 ] |
| 2015 | YouTube Music Awards   | 50 greatest artists and YouTube performances | Herself     | Câștigat     |        |
| 2015 | BET Awards             | Best International Act                       | Herself     | Nominalizare |        |
| 2015 | MTV Video Music Awards | Best New Artist                              | "Pendulum"  | Nominalizare |        |
| 2015 | MTV Video Music Awards | Best Visual Effects                          | "Two Weeks" | Nominalizare |        |
| 2015 | MTV Video Music Awards | Best Cinematography                          | "Two Weeks" | Nominalizare |        |